# Acremodontina poutama
Acremodontina poutama is een slakkensoort uit de familie van de Trochaclididae. De wetenschappelijke naam van de soort is voor het eerst geldig gepubliceerd in 1962 door E. C. Smith.